# Inside Outing
Inside Outing è un videogioco di avventura dinamica pubblicato a inizio 1988 per Commodore 64, ZX Spectrum e Amstrad CPC dalla The Edge, un marchio della britannica Softek International. Uscì anche per Amiga e Atari ST nel 1989 e per CDTV nel 1991 con il titolo Raffles, utilizzato anche da alcune riedizioni per i primi tre computer.
In America venne pubblicato dalla Epyx, con il titolo Devon Aire in the Hidden Diamond Caper.
Il protagonista è un ladro che deve trovare dei tesori risolvendo rompicapi all'interno di una grande villa.
Il titolo Raffles, non dichiaratamente, può essere un riferimento ad A.J. Raffles, un ladro gentiluomo della letteratura britannica.

## Trama
Il vecchio Lord Crutcher è deceduto senza rivelare alla moglie dove ha nascosto le proprie ricchezze, sotto forma di una serie di gemme, all'interno della sua grande magione. Per ritrovarle, la vedova si serve di un ladro professionista, che ha l'aspetto di un ordinario giovane con maglione a righe. La casa è però infestata da pericolosi canarini e topi giganti, risultato degli esperimenti dell'eccentrico Crutcher. Il ladro, scoprendo passaggi e nascondigli segreti, deve ritrovare una a una le gemme e portarle alla vedova che attende in una delle tante stanze della villa.

## Modalità di gioco
La villa è formata da numerose stanze tridimensionali, ciascuna una schermata fissa con visuale isometrica inclinata. Il giocatore controlla il ladro, che ha la capacità di camminare nelle quattro direzioni, saltare, raccogliere e trasportare un oggetto alla volta, e spostare mobilio e suppellettili varie, spingendoli o tirandoli.
Per risolvere l'avventura può essere necessario ad esempio spostare e sovrapporre mobili per formare una scala con cui arrivare a punti altrimenti irraggiungibili.
Il contatto con gli animali mutanti riduce la barra di energia del ladro, al termine della quale il gioco finisce senza ulteriori vite.